# バルカー (企業)
株式会社バルカー（英: VALQUA, LTD.）は、東京都品川区に本社を置く産業用のふっ素樹脂や高機能ゴムなど素材製品のメーカーである。工業用パッキン、ガスケット等のシール材大手。
バルカー（VALQUA）とは、「Value」(価値)と「Quality」(品質)の二つの単語を組み合わせた造語である。

## 沿革
- 1927年（昭和2年）1月 - 日本ブレーキライニング製作所創業。
- 1932年（昭和7年）4月 - 日本バルカー工業株式会社設立。
- 1941年（昭和16年）6月 - 航空機用合成ゴムパッキン、ジョイントシートの製造を開始。
- 1943年（昭和18年）10月 - 日本金属衛帯工業株式会社を吸収合併し、燃料工業用金属ガスケットの製造を開始。
- 1952年（昭和27年）2月 - ふっ素樹脂の加工技術研究が完了、日本で最初の製品化。商品名を「バルフロン」として生産・販売を開始。
- 1961年（昭和36年）
  - 5月 - 大阪証券取引所（大証）店頭市場に公開。
  - 10月 - 大証2部上場。
- 1962年（昭和37年）9月 - 東京証券取引所（東証）2部上場。
- 1969年（昭和44年）7月 - 台湾に合弁会社、台湾バルカー工業股份有限公司（現・連結子会社）を設立。
- 1975年（昭和50年）9月 - 東証、大証各1部指定替え。
- 1985年（昭和60年）8月 - 福岡県嘉穂郡（現・飯塚市）に九州バルカー株式会社（現・連結子会社）を設立。
- 1988年（昭和63年）7月 - タイに合弁会社、VALQUA INDUSTRIES(THAILAND), LTD.（現・連結子会社）を設立。
- 1989年（平成元年）4月 - 岡福商事株式会社を吸収合併。
- 1993年（平成5年）11月 - 奈良県五條市に奈良工場を新設。高機能ゴム製品の製造を開始。
- 1995年（平成7年）8月 - 中国に上海バルカーふっ素樹脂製品有限公司（現・連結子会社）を設立。
- 1996年（平成8年）3月 - 奈良工場がISO9002の認証取得を受ける。
- 1998年（平成10年）6月 - 米国にVALQUA AMERICA, INC.（現・連結子会社）を設立。
- 2000年（平成12年）
  - 3月 -
    - 千葉県市原市に株式会社バルカーエスイーエス（現・連結子会社）を設立。
    - 大成機材株式会社（現・バルカーテクノ。連結子会社）に資本参加。
    - 台湾の台北市に台湾バルカー国際股份有限公司（現・連結子会社）を設立。

  - 11月 - 中国にバルカーシール(上海)有限公司（現・連結子会社）を設立。
- 2001年（平成13年）7月 - 奈良工場がISO14001の認証取得を受ける。
- 2002年（平成14年）9月 - 
  - 中国にバルカー(上海)貿易有限公司（現・連結子会社）を設立。
  - 奈良工場がISO9001の認証取得を受ける。
  - 生産部門（奈良工場）を分社型簡易分割により、株式会社バルカー シール ソリューションズ（現・連結子会社）を設立。
- 2003年（平成15年）6月 - 大証上場廃止。
- 2004年（平成16年）3月 - 韓国にVALQUA KOREA CO., LTD.（現・連結子会社）を設立。
- 2006年（平成18年）1月 - 東京都町田市に機能樹脂製品事業と人材育成の中心拠点としてM・R・Tセンターを開設。
- 2007年（平成19年）12月 - 本社及び東京事業所を東京都新宿区西新宿から同品川区大崎に移転・統合。
- 2008年（平成20年）4月 - ベトナムにVALQUA VIETNAM CO., LTD（現・連結子会社）を設立。
- 2010年（平成22年）4月 - 飯田パッキン工業株式会社（現・バルカーメタルテクノロジー。連結子会社）の株式を追加取得。
- 2010年（平成22年）9月 - ダイキン工業株式会社との事業・資本提携し、中国業務を拡充。
- 2011年（平成23年）12月 - 株式会社フジミファインテクノロジー（現・バルカー・エフエフティ。連結子会社）の株式を取得。
- 2013年（平成25年）3月 - 九州バルカーにて、太陽光発電システムによる売電を開始。
- 2015年（平成27年） - プロフェッショナル統一全日本ダンス選手権大会のタイトルスポンサーとして優勝杯を寄贈。
- 2017年（平成31年）11月 - シンガポールにVALQUA INDUSTRIES SINGAPORE PTE.LTD.（現・連結子会社）を設立。
- 2018年（平成30年）10月 - 株式会社バルカーに社名変更[1]。

## 事業所
- 事業所 - 2ヶ所
- 営業所 - 5ヶ所（名古屋・彦根・大阪・北九州・熊本）
- 研究所 - 1ヶ所